# OETZ

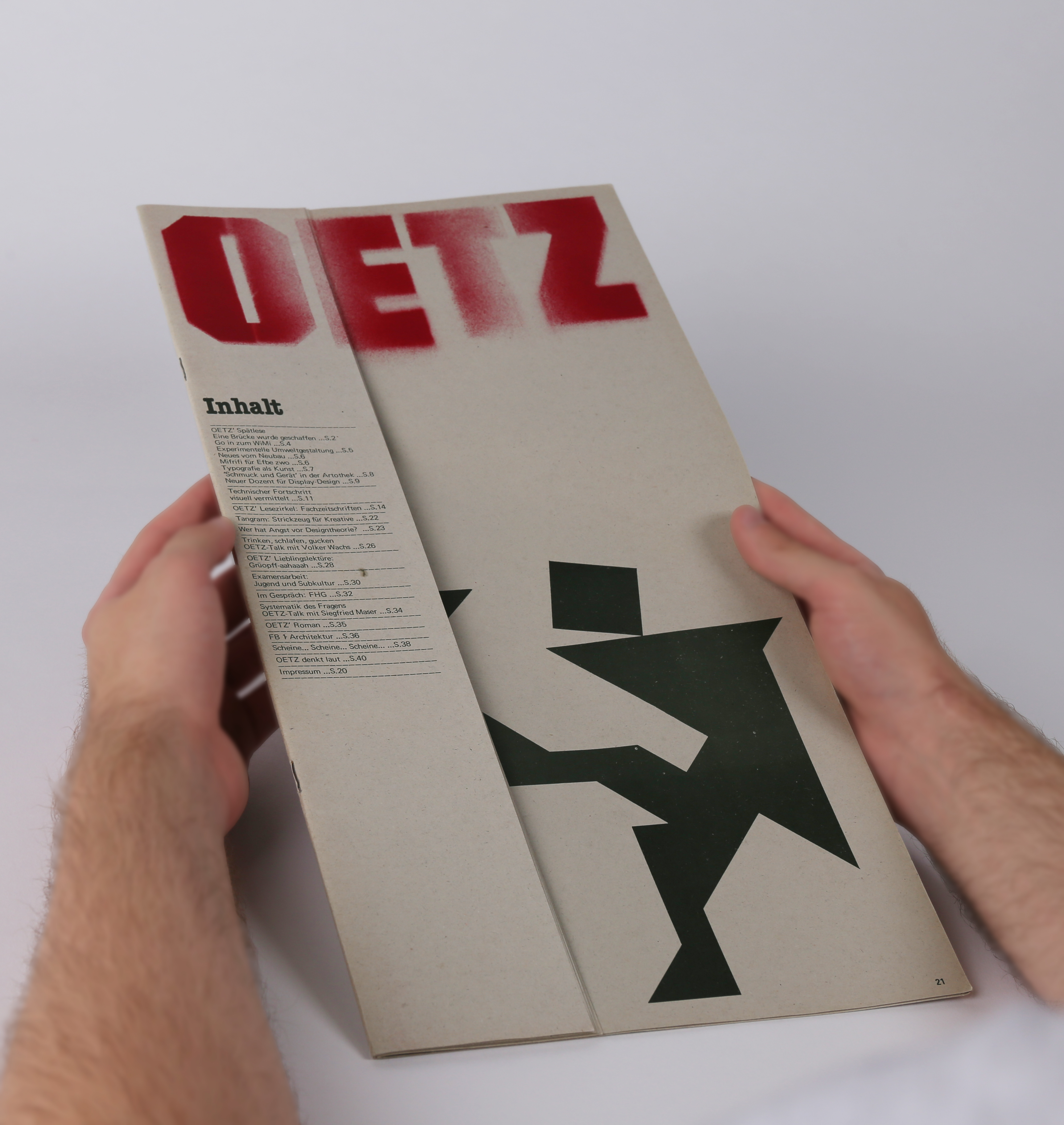
Titelseite der OETZ-Erstausgabe (1979)

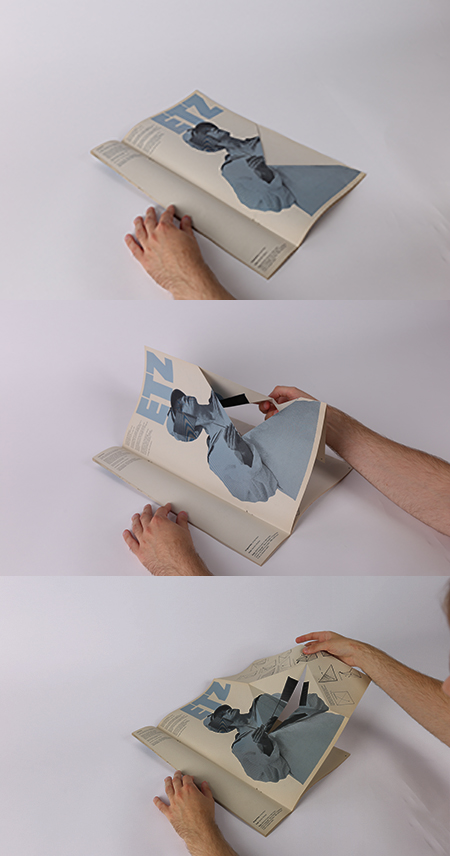
OETZ 15: Falttechnik, welche durch Handarbeit bei einer Auflage von 800 Exemplaren angewandt wurde

OETZ ist eine ehemalige Zeitschrift aus Düsseldorf, welche von 1979 bis 1987 in 17 Ausgaben publiziert wurde. Erstellt wurden die Ausgaben von über 180 Studierenden unter der Leitung von Helmut Schmidt-Rhen. Auch Uwe Loesch übernahm zeitweise die Redaktionsleitung. Besonders auffallend ist die asymmetrische Bindung, welche 8 cm vom linken Steg platziert wurde, wodurch im vorderen Teil der Zeitschrift verkürzte, einspaltige Seiten entstanden. In der hinteren Hälfte der Zeitschrift entstanden dementsprechend breitere dreispaltige Seiten. Die Zeitschrift war international bekannt, gewann zahlreiche Preise und wurde auf verschiedenen Ausstellung präsentiert.

## Inhalt
Inhaltlich beschäftigten sich die Ausgaben überwiegend mit hochschulpolitischen Themen sowie Themen, die den Design-, Kunst- und Kulturkreisen zuzuordnen sind. Außerdem wurden Designer, Hochschulen und Ausstellungen der aktuellen Zeit, aber auch Klassiker vorgestellt. Es gibt unter anderen Artikel mit und über Jörg Immendorff, Harald Naegeli, Willi Fleckhaus und Alexander Michailowitsch Rodtschenko.
Im Lesezirkels wurden Bücher vorgestellt, welche mittlerweile begehrte antiquarische Raritäten sind wie Das künstlerische Werk 1918–1938 aus dem Bauhaus-Archiv oder Das bildnerische Denken von Paul Klee. Ebenso wurden Werke empfohlen, die heute noch immer gefragte Klassiker sind, wie zum Beispiel das IDEA Magazin aus Tokyo.
Auch Wettbewerbe, Ausschreibungen und deren Siegerentwürfe wurden vorgestellt, ebenso regelmäßige Informationen zu Werbeagenturen und Designbüros der 1970er und 1980er Jahre. Neben hochschulpolitischen und eher formellen Themen gab es auch künstlerische, unterhaltsame oder weniger kritische Themen wie zum Beispiel die Comicserie F. H. Fön-x oder aber Karikatur- und Satirebeiträge.
In der Kolumne Systematische Gestalter wurden grafische Arbeiten und die Biografien von Karl Gerstner, Wolfgang Schmidt, Helfried Hagenberg und Anton Stankowski vorgestellt.

## Produktion

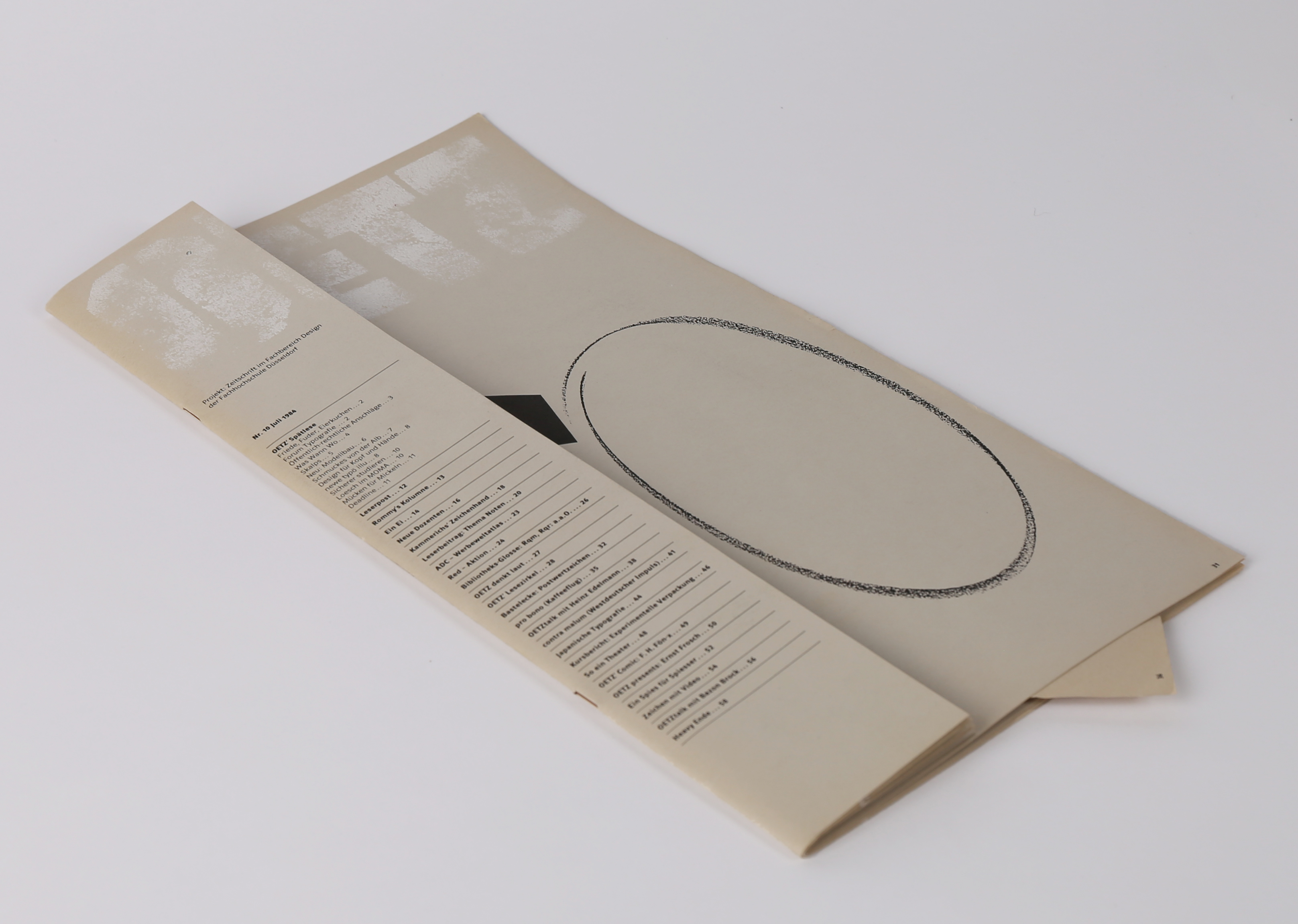
Titelseite der OETZ 10 mit asymmetrischer Bindung und zusätzlichem Sonderfalz im Mittelteil; der OETZ-Schriftzug wurde durch eine Pulverbeschichtung erstellt.

Das Magazin wurde überwiegend in Handarbeit produziert und anschließend von den Studierenden vertrieben. Auffällig waren die außergewöhnlichen Titelseiten, welche mithilfe von einer Messingschablone in Handarbeit gesprüht, lackiert oder mit Siebdruck erstellt wurden.

## Preise und Ausstellungen
Die Zeitschrift war nicht nur in den Design-Fachbereichen der deutschen Hochschulen und Kunstakademien bekannt, sondern wurde auch international ausgestellt und prämiert. Sie gewann zahlreiche Preise und wurde unter anderem im Centre Pompidou in der Ausstellung „L’image des mots/magie des Mots“ ausgestellt.
Auch war es im Centre de Création Industrielle in der Ausstellung „Typo-grafisime 1980–1984“ in Paris zu sehen.
Das OETZ Magazin gewann zudem die Silbermedaille in der Kategorie Zeitung und Zeitschriften bei dem Wettbewerb der Dokumentations- und Informationsstelle für das literarische Leben in Köln (LIK – Literatur in Köln).
Am 6. Mai 1983 gewann die Projektgruppe OETZ zwei Diplome bei der Preisverleihung des internationalen Druckschriften Wettbewerbs Berlin, IDW 83 in den Kategorien Grafik sowie Konzeption.